# Marcel Hanriot

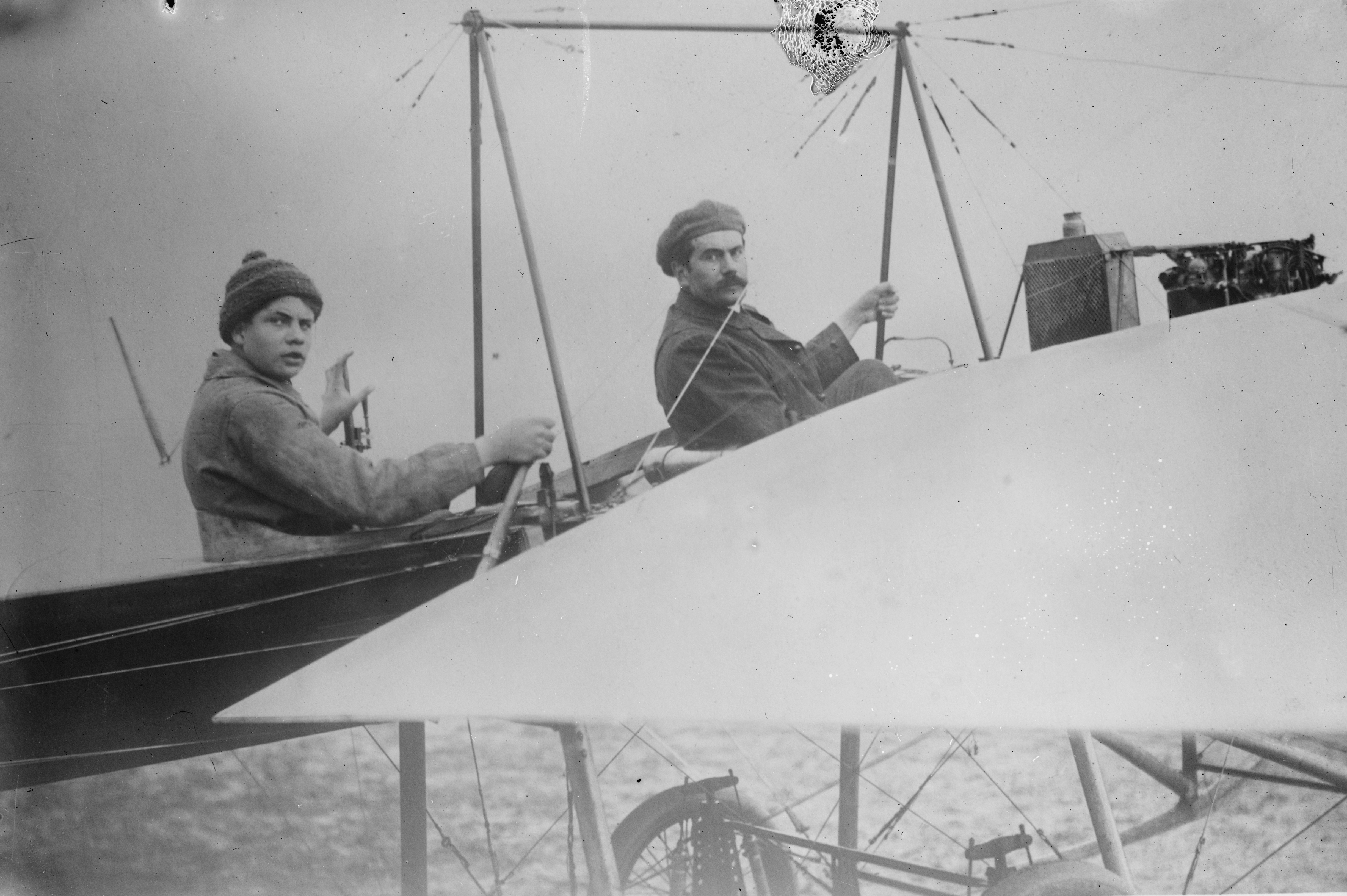
Marcel en René Hanriot, 1911

Fernand Paul Marcel Hanriot (Champlitte, 8 juni 1894 - Nice, 31 maart 1961) was een Frans luchtvaartpionier. Hij leidde ook een vliegtuigfabriek.

## Levensloop
Hij was de zoon van autopiloot en luchtvaartpionier René Hanriot. In 1904 was Marcel copiloot toen zijn vader het snelheidsrecord op de weg verbeterd met een snelheid van 128 km/u. Marcel begon zelf met autoracen toen hij dertien jaar oud was. In 1908 kocht zijn vader een vliegtuig en begon het jaar erop een eigen vliegtuigfabriek. Op 10 juni 1910, hij was toen net zestien jaar oud, behaalde Marcel Hanriot zijn vliegbrevet. Hij was toen de jongste piloot van Europa. Een goede week later nam hij deel aan een vliegmeeting in Reims met een vliegtuig gemaakt door zijn vader. Hij vloog daar een afstand van 525 kilometer. Hij nam daarna nog deel aan verschillende vliegmeetings en werd in 1913 vlieginstructeur.
Tijdens de Eerste Wereldoorlog nam hij vrijwillig dienst in het Franse leger en had in 1916 al meer dan 5.000 vlieguren op zijn actief. Daarna hielp hij zijn vader bij het ontwerpen van vliegtuigen en samen richtten ze in 1922 een school voor luchtvaarttechnici op. Na de dood van zijn vader in 1925 vertrouwde hij de vliegtuigfabriek toe aan een extern bestuurder. Hanriot fuseerde in 1937 met Farman en werd onderdeel van de Société Nationale de Constructions Aéronautiques du Centre (SNCAC). Marcel Hanriot werd toen directeur van SNCAC. 
In 1943 ging Hanriot bij het verzet. Op 13 augustus 1944 werd hij zwaargewond. In 1924 werd hij ridder in het Legioen van Eer en in 1949 ook officier in het Legioen van Eer.